# Trechus tuckaleechee
Trechus tuckaleechee är en skalbaggsart som beskrevs av Barr. Trechus tuckaleechee ingår i släktet Trechus och familjen jordlöpare. Inga underarter finns listade i Catalogue of Life.